# Phyllidia elegans
Phyllidia elegans is een slakkensoort uit de familie van de Phyllidiidae. De wetenschappelijke naam van de soort is voor het eerst geldig gepubliceerd in 1869 door Bergh.